# Джура, Павел Данилович
Павел Данилович Джура (1939 г.) — театральный художник, художник-монументалист. Работает в технике чеканки, маркетри, росписи, резьбы по дереву. Живёт и работает в Барнауле.

## Биография
Родился в 1939 г. с. Каратал, Каратальского района, Алматинская область (Казахстан). В 1959 г. закончил Алматинский техникум декоративно-прикладного искусства имени Орала Тансыкбаева, с 1959 по 1965 гг. учился в Санкт-Петербургском государственном академическом институте живописи, скульптуры и архитектуры имени И. Е. Репина.
Член союза художников России с 1971 г.
С 1965 по 1966 гг. работал в Художественном театре драммы им. Ф. Волкова в г. Ярославль. С 1966 по 1994 работал в Художественном фонде г. Барнаул.
С 1960 по 1970 годы работал в области сценографии. Художником были созданы эскизы к следующим спектаклям: «Гамлет» У. Шекспира, балету «Спартак» опере «Снегурочка».
Павел Данилович — один из основателей картинной галереи Алтайского государственного университета.
Работы художника находятся в музеях, галереях и частных коллекциях России, Франции,Австрии, Швеции, Швейцарии, США, Монголии, Китая.
Участник краевых выставок с 1966 года. Основные выставки: Всесоюзная «40 лет Советского Казахстана», г. Алма- Ата (1961), зональная"Сибирь социалистическая", г. Омск, г. Красноярск, г. Томск (1967, 1969, 1975). Всесоюзная выставка работ театральных художников (1973−1974), «Земля Алтайская», г. Улан- Батор(1977, Монголия), «Советская Россия», г. Москва (1980), «Нивы Алтая», г. Москва (1985), республиканская выставка художников- монументалистов, г. Ярославль (1988), выставка произведений художников Алтайского края в рамках проведения Года России в Казахстане, г. Барнаул, г. Усть- Каменогорск, г. Семипалатинск (2004).

## Основные работы

### Сценическое оформление спектаклей
- К трагедии У. Шекспира «Гамлет». 1966.
- К опере Н. Римского- Корсакова «Садко». 1967.
- К балету «Спартак». 1969.
- К опере Н. Римского- Корсакова «Снегурочка». 1969.
- К опере Ю. Шапорина «Декабристы». 1980.

### Картины
- «Портрет девушки в голубой куртке» (1969),
- «Думы Басаргина» (1972),
- «Портрет Эльвиры» (1972),
- «Целинное начало» (1982),
- Триптих «Буря у Белухи» (1986),
- «8 портретов великих композиторов» (1989).

### Монументально-декоративные работы
- «Песни Алтая» (1969),
- «Декоративное панно» (1975),
- «Театр и время» (1976),
- «Ситцевый бал» (1980),
- «Преемственность поколений» (1982),
- «Театральные сцены» (1983),
- «Солдаты революции» (1985)